# Screen Actors Guild Awards 2000

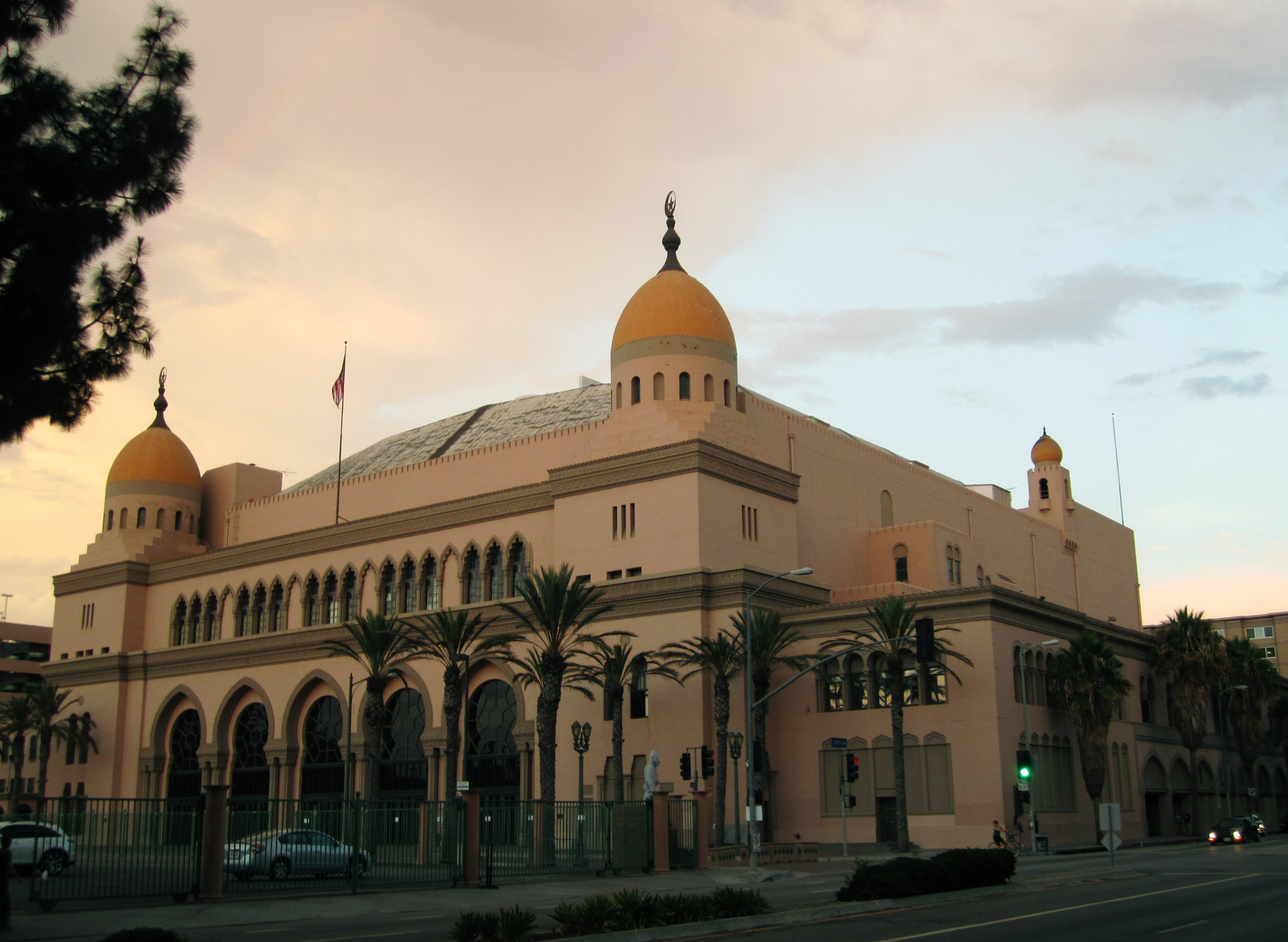
Das Shrine Exposition Center, Veranstaltungsort der Screen Actors Guild Awards 2000

Die 6. Verleihung der US-amerikanischen Screen Actors Guild Awards (englisch 6th Screen Actors Guild Awards), die die Screen Actors Guild jedes Jahr in den Bereichen Film (5 Kategorien) und Fernsehen (8 Kategorien) vergibt, fand am 12. März 2000 im Shrine Exposition Center in Los Angeles statt. Die so genannten SAG Awards ehren, im Gegensatz beispielsweise zum Golden Globe Award, nur Film-, Fernseh- und Ensembleschauspieler und gelten als Gradmesser für die bevorstehende Oscar-Verleihung. Gekürt werden die Sieger von den Mitgliedern der Screen Actors Guild, der man angehören muss, um in den Vereinigten Staaten als Schauspieler zu arbeiten.
Die Nominierten waren am 1. Februar 2000 im Silver Screen Theater des Pacific Design Centers in West Hollywood von den Schauspielern Lolita Davidovich und Blair Underwood bekanntgegeben worden. In den Vereinigten Staaten wurde die Verleihung live vom Kabelsender TNT gezeigt.
Für sein Lebenswerk wurde der bahamaisch-US-amerikanischer Schauspieler Sidney Poitier gewürdigt.

## Gewinner und Nominierte im Bereich Film
| Film                          | N | A |
| ----------------------------- | - | - |
| American Beauty               | 4 | 3 |
| Being John Malkovich          | 3 | 0 |
| Magnolia                      | 3 | 0 |
| Gottes Werk & Teufels Beitrag | 2 | 1 |
| Boys Don’t Cry                | 2 | 0 |
| The Green Mile                | 2 | 0 |

### Bester Hauptdarsteller
Kevin Spacey – American Beauty
Jim Carrey – Der Mondmann (Man on the Moon)
Russell Crowe – Insider (The Insider)
Philip Seymour Hoffman – Makellos (Flawless)
Denzel Washington – Hurricane (The Hurricane)

### Beste Hauptdarstellerin
Annette Bening – American Beauty
Janet McTeer – Tumbleweeds
Julianne Moore – Das Ende einer Affäre (The End of the Affair)
Meryl Streep – Music of the Heart
Hilary Swank – Boys Don’t Cry

### Bester Nebendarsteller
Michael Caine – Gottes Werk & Teufels Beitrag (The Cider House Rules)
Chris Cooper – American Beauty
Tom Cruise – Magnolia
Michael Clarke Duncan – The Green Mile
Haley Joel Osment – The Sixth Sense

### Beste Nebendarstellerin
Angelina Jolie – Durchgeknallt (Girl, Interrupted)
Cameron Diaz – Being John Malkovich
Catherine Keener – Being John Malkovich
Julianne Moore – Magnolia
Chloë Sevigny – Boys Don’t Cry

### Bestes Schauspielensemble
American Beauty

Annette Bening, Wes Bentley, Thora Birch, Chris Cooper, Peter Gallagher, Allison Janney, Kevin Spacey und Mena Suvari
Being John Malkovich
Orson Bean, John Cusack, Cameron Diaz, Catherine Keener, John Malkovich, Mary Kay Place und Charlie Sheen
Gottes Werk & Teufels Beitrag (The Cider House Rules)
Jane Alexander, Erykah Badu, Kathy Baker, Michael Caine, Kieran Culkin, Delroy Lindo, Tobey Maguire, Kate Nelligan, Paul Rudd und Charlize Theron
The Green Mile
Patricia Clarkson, James Cromwell, Jeffrey DeMunn, Michael Clarke Duncan, Graham Greene, Tom Hanks, Bonnie Hunt, Doug Hutchison, Michael Jeter, David Morse, Barry Pepper, Sam Rockwell und Harry Dean Stanton
Magnolia
Jeremy Blackman, Tom Cruise, Melinda Dillon, April Grace, Luis Guzmán, Philip Baker Hall, Philip Seymour Hoffman, Ricky Jay, William H. Macy, Alfred Molina, Julianne Moore, John C. Reilly, Jason Robards und Melora Walters

## Gewinner und Nominierte im Bereich Fernsehen
| Serie/Film                                   | N | A |
| -------------------------------------------- | - | - |
| Die Sopranos                                 | 5 | 3 |
| Ally McBeal                                  | 4 | 0 |
| Frasier                                      | 3 | 1 |
| New York Cops – NYPD Blue                    | 3 | 0 |
| Dienstags bei Morrie                         | 2 | 1 |
| Friends                                      | 2 | 1 |
| Akte X – Die unheimlichen Fälle des FBI      | 2 | 0 |
| Alle lieben Raymond                          | 2 | 0 |
| Ayn Rand – Leben und Liebe für die Literatur | 2 | 0 |
| Eiszeit – Ein Ehekrieg mit Folgen            | 2 | 0 |

### Bester Darsteller in einem Fernsehfilm oder Miniserie
Jack Lemmon – Dienstags bei Morrie (Tuesdays with Morrie)
Hank Azaria – Dienstags bei Morrie (Tuesdays with Morrie)
Peter Fonda – Ayn Rand – Leben und Liebe für die Literatur (The Passion of Ayn Rand)
George C. Scott (postum) – Wer Sturm sät (Inherit the Wind)
Patrick Stewart – A Christmas Carol – Die Nacht vor Weihnachten (A Christmas Carol)

### Beste Darstellerin in einem Fernsehfilm oder Miniserie
Halle Berry – Rising Star (Introducing Dorothy Dandridge)
Kathy Bates – Annie – Weihnachten einer Waise (Annie)
Judy Davis – Eiszeit – Ein Ehekrieg mit Folgen (A Cooler Climate)
Sally Field – Eiszeit – Ein Ehekrieg mit Folgen (A Cooler Climate)
Helen Mirren – Ayn Rand – Leben und Liebe für die Literatur (The Passion of Ayn Rand)

### Bester Darsteller in einer Dramaserie
James Gandolfini – Die Sopranos (The Sopranos)
David Duchovny – Akte X – Die unheimlichen Fälle des FBI (The X-Files)
Dennis Franz – New York Cops – NYPD Blue (NYPD Blue)
Ricky Schroder – New York Cops – NYPD Blue (NYPD Blue)
Martin Sheen – The West Wing – Im Zentrum der Macht (The West Wing)

### Beste Darstellerin in einer Dramaserie
Edie Falco – Die Sopranos (The Sopranos)
Gillian Anderson – Akte X – Die unheimlichen Fälle des FBI (The X-Files)
Lorraine Bracco – Die Sopranos (The Sopranos)
Nancy Marchand – Die Sopranos (The Sopranos)
Annie Potts – Alabama Dreams (Any Day Now)

### Bester Darsteller in einer Comedyserie
Michael J. Fox – Chaos City (Spin City)
Kelsey Grammer – Frasier
Peter MacNicol – Ally McBeal
David Hyde Pierce – Frasier
Ray Romano – Alle lieben Raymond (Everybody Loves Raymond)

### Beste Darstellerin in einer Comedyserie
Lisa Kudrow – Friends
Calista Flockhart – Ally McBeal
Lucy Liu – Ally McBeal
Sarah Jessica Parker – Sex and the City
Tracey Ullman – Tracey Takes On…

### Bestes Schauspielensemble in einer Dramaserie
Die Sopranos (The Sopranos)

Lorraine Bracco, Dominic Chianese, Edie Falco, James Gandolfini, Robert Iler, Michael Imperioli, Nancy Marchand, Vincent Pastore, Jamie-Lynn Sigler, Tony Sirico und Steven Van Zandt
Emergency Room – Die Notaufnahme (ER)
Anthony Edwards, Laura Innes, Alex Kingston, Eriq La Salle, Julianna Margulies, Kellie Martin, Paul McCrane, Michael Michele, Erik Palladino, Gloria Reuben, Goran Višnjić und Noah Wyle
Law & Order
Benjamin Bratt, Angie Harmon, Steven Hill, Jesse L. Martin, S. Epatha Merkerson, Jerry Orbach und Sam Waterston
New York Cops – NYPD Blue (NYPD Blue)
Bill Brochtrup, Gordon Clapp, Kim Delaney, Dennis Franz, James McDaniel, Ricky Schroder, Andrea Thompson und Nicholas Turturro
Practice – Die Anwälte (The Practice)
Michael Badalucco, Lara Flynn Boyle, LisaGay Hamilton, Steve Harris, Camryn Manheim, Dylan McDermott, Marla Sokoloff und Kelli Williams

### Bestes Schauspielensemble in einer Comedyserie
Frasier

Peri Gilpin, Kelsey Grammer, Jane Leeves, John Mahoney und David Hyde Pierce
Ally McBeal
Gil Bellows, Lisa Nicole Carson, Portia de Rossi, Calista Flockhart, Greg Germann, Jane Krakowski, Lucy Liu, Peter MacNicol, Vonda Shepard und Courtney Thorne-Smith
Alle lieben Raymond (Everybody Loves Raymond)
Peter Boyle, Brad Garrett, Patricia Heaton, Doris Roberts, Ray Romano und Madylin Sweeten
Friends
Jennifer Aniston, Courteney Cox, Lisa Kudrow, Matt LeBlanc, Matthew Perry und David Schwimmer
Sports Night
Josh Charles, Robert Guillaume, Felicity Huffman, Peter Krause, Sabrina Lloyd und Joshua Malina

## Preis für das Lebenswerk
Sidney Poitier